# 童話世界
《童話世界》是中國電視公司（中視）兒童節目代表作品，播出期間為1987年1月13日－1997年7月2日，每一集演一個故事教導兒童道德觀念。製作人是汪瑩。

## 概要
1980年代，老三台多以應付《廣播電視法》規定「電視台必須有兩檔自製兒童節目」為依據來製播兒童節目，中視在此時期以《童話世界》與《兒童天地》撐持兒童節目領域。
第一代主持人是崔麗心，第二代（末代）主持人是郎雄。崔麗心在此節目中化身「香香姐姐」，與布偶「啄木鳥」搭檔主持；1990年改為郎雄化身「郎爺爺」單獨主持，每集都有一群兒童聚集在他面前聽他說故事。中視文化公司發行崔麗心時期卡式錄音帶有聲書版。
每集將古中國之童話及神話故事改編成古裝劇，寓意做人處事的道理。古裝劇演完後，主持人講解劇情的主題意識，並提出關於不同結局之問題給觀眾自行思考。
中視兒童合唱團主唱主題曲，主題曲在郎雄時期不播倒數第二句「多年多年以後，依然有好多的故事」與最末句「說了又說，講了又講，還是說不完」。

## 得獎
《童話世界》在1988年第23屆金鐘獎入圍電視金鐘獎兒童節目獎，在1990年第25屆金鐘獎入圍電視金鐘獎兒童節目主持人獎，在1991年第26屆金鐘獎獲得電視金鐘獎兒童節目主持人獎（得獎者：郎雄），在1992年第27屆金鐘獎入圍電視金鐘獎兒童節目獎與兒童節目主持人獎。